# كوزاغاوا
كوزاغاوا (باليابانية: 古座川町) هي بلدية في اليابان، وبلدة في اليابان، تقع في واكاياما، ومقاطعة هيغاشيمورو، بلغ عدد سكانها 2,681  نسمة وذلك حسب إحصائيات سنة 2017، تبلغ مساحتها 294.23 كيلومتر مربع.

## الموقع
تشترك في الحدود مع:
- تانابا، واكاياما
- سوسامي
- كوشيموتو، واكاياما
- شيراهاما واكاياما
- شينغو، واكاياما
- ناتشيكاتسورا.